# Villa Miniato
Villa Miniato är en jugendbyggnad i Sököstranden i Esbo.
Ingenjör Knut Selin lät bygga villan år 1903–1904 och den är ritad av arkitekten Eliel Saarinen. Villan fick sitt namn efter staden San Miniato sedan geheimerådet Alfred Nyberg köpt huset år 1905. Villan räknas till en av Esbo stads viktigaste arkitektoniska bostadshus. Fastigheten är skyddad som nationellt kulturarv.
Under förbudslagstiden 1919–1932 fungerade bryggan som en viktig omlastningsplats för smuggelspriten.
Våren 2010 värderades villan till 11 miljoner euro vid en försäljning, men inga spekulanter dök upp. Sommaren 2013 såldes huset på exekutiv auktion. I april 2014 fanns villan igen på utmätningsverkets auktionslista..